# Буферный раствор
Бу́ферные раство́ры (от англ. buffer, от buff — «смягчать удар») — растворы с определённой устойчивой концентрацией водородных ионов, рН которых мало изменится при прибавлении к ним небольших количеств сильного основания или сильной кислоты, а также при разбавлении и концентрировании.

## Принцип действия буферных систем
Буферные системы представляют собой смесь кислоты (донора протонов) и сопряженного с ней основания (акцептора протонов), то есть частиц, различающихся на {\displaystyle {\ce {H+}}}. В растворе устанавливаются равновесия:
{\displaystyle {\ce {H2O <=> H+ + OH-}}} (автопротолиз воды)
{\displaystyle {\ce {HA <=> H+ + A-}}} (диссоциация кислоты, заряды поставлены условно, из предположения, что кислота является нейтральной молекулой)
Каждое из этих равновесий характеризуется своей константой: первое — ионным произведением воды, второе — константой диссоциации кислоты.
При добавлении в систему сильной кислоты, она протонирует основание, входящее в буферную смесь, а добавление сильного основания связывает протоны и смещает второе равновесие в сторону продуктов, при этом в итоге концентрация {\displaystyle {\ce {H+}}} в растворе меняется незначительно.

## Буферные системы
В качестве буферных смесей могут быть использованы системы:
- слабая кислота и её соль с сильным основанием, например, ацетатный буфер СН3СООН + CH3COONa

{\displaystyle {\mathsf {CH_{3}COOH\rightleftarrows CH_{3}COO^{-}+H^{+}}}}
- слабое основание и его соль с сильной кислотой, например, аммиачный буфер NH3·H2O+ NH4Cl

{\displaystyle {\mathsf {NH_{3}*H_{2}O\rightleftarrows NH_{4}^{+}+OH^{-}}}}
- кислая соль и средняя соль слабой кислоты с сильным основанием, например, карбонатный буфер Na2CO3 + NaHCO3

{\displaystyle {\mathsf {HCO_{3}^{-}\rightarrow CO_{3}^{2-}+H^{+}}}}

### Расчёт pH буферных систем
Значение pH буферных растворов можно рассчитать по уравнению Гендерсона:
- Для слабой кислоты HA и её соли с сильным основанием BA

{\displaystyle {\mathsf {pH=pK_{HA}+lg{\frac {C_{BA}}{C_{HA}}}}}}
- Для слабого основания BOH и его соли с сильной кислотой BA

{\displaystyle {\mathsf {pH=14-pK_{BOH}+lg{\frac {C_{BOH}}{C_{BA}}}}}}
Например, pH аммиачного буферного раствора NH3·H2O + NH4Cl определяется формулой:
{\displaystyle {\mathsf {pH=14-pK_{NH_{3}*H_{2}O}+lg{\frac {C_{NH_{3}*H_{2}O}}{C_{NH_{4}Cl}}}}}}
pH карбонатного буферного раствора выражается формулой:
{\displaystyle {\mathsf {pH=pK_{2}-lg{\frac {C_{NaHCO_{3}}}{C_{Na_{2}CO_{3}}}}}}}

## Буферная ёмкость
Буферные растворы сохраняют своё действие только до определённого количества добавляемой кислоты, основания или степени разбавления, что связано с изменением концентраций его компонентов.
Способность буферного раствора сохранять свой pH определяется его буферной ёмкостью — количеством сильной кислоты или основания, которые следует прибавить к 1 л буферного раствора, чтобы его pH изменился на единицу. Буферная ёмкость тем выше, чем больше концентрация его компонентов.
Буферная ёмкость π определяется по формуле
{\displaystyle \pi ={\operatorname {d} \!x \over \operatorname {d} \!pH}}
где dx — концентрация введённой сильной кислоты (основания), т. е. её количество, отнесённое к объёму буферного раствора.
Область буферирования — интервал pH, в котором буферная система способна поддерживать постоянное значение pH. Обычно он равен pKa±1.

## Биологическая роль
Буферные растворы имеют большое значение для протекания реакций в живых организмах. Например, в крови постоянство водородного показателя рН (химический гомеостаз) поддерживается тремя независимыми буферными системами: бикарбонатной, фосфатной и белковой. Известно большое число буферных растворов (ацетатно-аммиачный буферный раствор, фосфатный буферный раствор, боратный буферный раствор, формиатный буферный раствор и др.).

## Примеры буферных растворов
- Калий-фосфатный буфер
- Натрий-фосфатный буфер
- Натрий-ацетатный буфер
- Буферные системы крови